# Il settimo compagno di viaggio
Il settimo compagno di viaggio (Седьмой спутник) è un film del 1967 diretto da Grigorij Lazarevič Aronov e Aleksej Jur'evič German.